# Saint-Just (Puy-de-Dôme)
Saint-Just ist eine französische Gemeinde mit 147 Einwohnern (Stand: 1. Januar 2022) im Département Puy-de-Dôme in der Region Auvergne-Rhône-Alpes (vor 2016 Auvergne). Sie gehört zum Arrondissement Ambert und zum Kanton Ambert (bis 2015 Kanton Viverols).

## Geographie
Saint-Just liegt etwa 60 Kilometer südöstlich von Clermont-Ferrand im Regionalen Naturpark Livradois-Forez. Nachbargemeinden von Saint-Just sind Saint-Martin-des-Olmes im Norden und Nordwesten, Grandrif im Norden, Baffie im Nordosten, Églisolles im Osten, Viverols im Osten und Südosten, Medeyrolles im Süden, Beurières im Westen und Südwesten, Chaumont-le-Bourg im Westen sowie Marsac-en-Livradois im Westen und Nordwesten.

## Geschichte
Bis 1872 waren die Ortschaften Saint-Just und Baffie noch in der Gemeinde Saint-Just-de-Baffie vereinigt und wurden dann aufgespalten.

## Bevölkerungsentwicklung
| Jahr                       | 1962 | 1968 | 1975 | 1982 | 1990 | 1999 | 2006 | 2013 |
| Einwohner                  | 317  | 294  | 252  | 193  | 172  | 172  | 148  | 169  |
| Quellen: Cassini und INSEE |      |      |      |      |      |      |      |      |